# 竹内啓二
竹内 啓二（たけうち けいじ、1954年5月18日 - ）は、日本の政治家。元愛知県阿久比町長（5期）。

## 来歴
愛知県知多郡阿久比町大字植大生まれ。阿久比町立南部小学校、阿久比町立阿久比中学校、愛知県立半田高等学校卒業。1977年（昭和52年）3月、愛知大学法経学部経済学科卒業。同年4月、家業の織布業の野崎織産へ入社。1989年（平成元年）、有限会社野崎殖産を設立。取締役に就任。1994年（平成6年）、日本青年会議所愛知ブロック副会長に就任。
2002年（平成14年）12月1日に行われた阿久比町長選挙に立候補。日本共産党の推薦を受けた現職の石川桂、自民党・民主党・公明党の推薦を受けた川元嘉伸らを破り、初当選を果たした（竹内：5,440票、石川：4,344票、川元：4,260票）。投票率は74.18％。
2014年（平成26年）11月30日に行われた阿久比町長選挙で4期目の当選。
2018年（平成30年）5月14日、愛知県町村会会長に就任。同年6月15日、全国町村会副会長に就任。同年11月25日に行われた阿久比町長選挙で5期目の当選。
2024年(令和7年) 4月、愛知用水土地改良区理事長に就任。
2025年（令和7年）春の叙勲で旭日小綬章を受章した。